# Веслівілл (Пенсільванія)
Веслівілл (англ. Wesleyville) — місто (англ. borough) в США, в окрузі Ері штату Пенсільванія. Населення — 3222 особи (2020).

## Географія
Веслівілл розташований за координатами 42°8′13″ пн. ш. 80°0′44″ зх. д. / 42.13694° пн. ш. 80.01222° зх. д. (42.137032, -80.012201).  За даними Бюро перепису населення США в 2010 році місто мало площу 1,37 км², з яких 1,37 км² — суходіл та 0,00 км² — водойми.

## Демографія
Згідно з переписом 2010 року, у селищі мешкала 3341 особа в 1358 домогосподарствах у складі 862 родин. Густота населення становила 2434 особи/км².  Було 1447 помешкань (1054/км²).
Расовий склад населення:
| - 94,5 % — білих - 1,5 % — чорних або афроамериканців - 0,6 % — азіатів - 0,1 % — вихідців з тихоокеанських островів - 0,1 % — корінних американців - 1,1 % — осіб інших рас |

До двох чи більше рас належало 2,1 %. Частка іспаномовних становила 3,0 % від усіх жителів.
За віковим діапазоном населення розподілялося таким чином: 24,7 % — особи молодші 18 років, 63,2 % — особи у віці 18—64 років, 12,1 % — особи у віці 65 років та старші. Медіана віку мешканця становила 36,0 року. На 100 осіб жіночої статі у селищі припадало 102,0 чоловіків;  на 100 жінок у віці від 18 років та старших — 101,4 чоловіків також старших 18 років.
Середній дохід на одне домашнє господарство  становив 55 853 долари США (медіана — 51 725), а середній дохід на одну сім'ю — 59 727 доларів (медіана — 54 728). Медіана доходів становила 46 442 долари для чоловіків та 30 893 долари для жінок. За межею бідності перебувало 12,5 % осіб, у тому числі 16,5 % дітей у віці до 18 років та 8,3 % осіб у віці 65 років та старших.
Цивільне працевлаштоване населення становило 1577 осіб. Основні галузі зайнятості: освіта, охорона здоров'я та соціальна допомога — 21,3 %, виробництво — 17,2 %, мистецтво, розваги та відпочинок — 15,9 %.